# Festival de Gramado
Festival de Gramado é o festival de cinema mais importante do Brasil, realizado anualmente no Palácio dos Festivais, no município de Gramado, no estado do Rio Grande do Sul. Desde a sua 20ª edição, em 1992, inclui não apenas produções brasileiras, mas também filmes de origem latina - donde sua designação oficial, "Festival de Cinema Brasileiro e Latino". O troféu e simbolo máximo do festival e da cidade de Gramado é o Kikito.
Oficializado pelo Instituto Nacional de Cinema (INC) e realizado pela primeira vez em janeiro de 1973, o Festival do Cinema Brasileiro de Gramado é um dos principais eventos do gênero do país.

## História

### 1960 - 2019

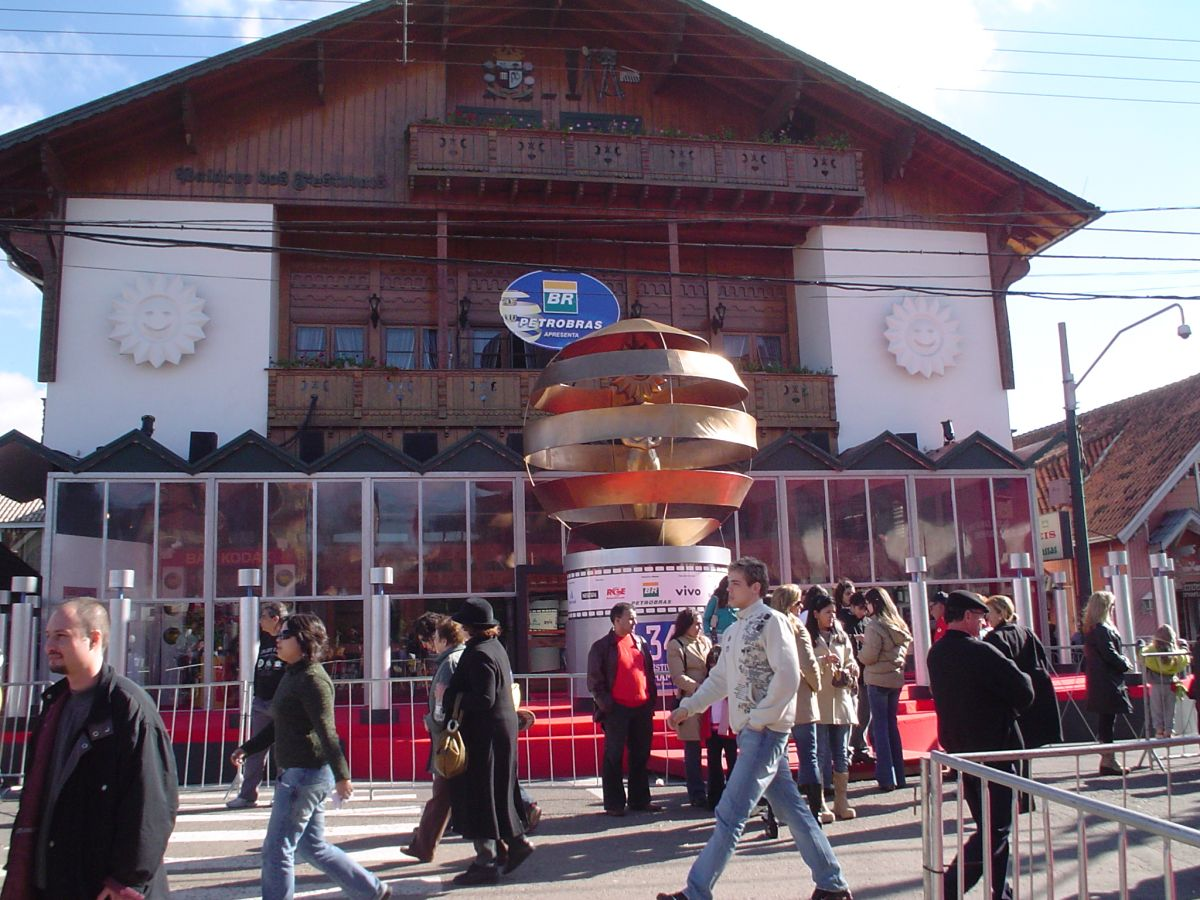
O Palácio dos Festivais, em Gramado, no Rio Grande do Sul, sede do festival

O Festival de Gramado surgiu a partir de uma pequena mostra de filmes realizada na capital gaúcha, Porto Alegre, na década de 1960, quando o jornalista e crítico de cinema Paulo Fontoura Gastal, com o apoio de Horst Volk, então prefeito de Gramado, decidiu levar o evento para a Serra Gaúcha e transformar o acontecimento no Festival de Cinema de Gramado.
O Festival do Cinema Brasileiro de Gramado teve seu ponto inicial nas mostras promovidas durante a programação da VIII Festa das Hortênsias. Enquanto o festival inaugural havia recebido um grande número de apoiadores (Embrafilme, Funarte, Companhia Jornalística Caldas Júnior, secretarias de Turismo e de Educação e Cultura do Estado, Associação de Cultura e Turismo de Gramado, com suporte dos governos federal e estadual gaúcho), a edição seguinte só ocorreu por envolvimento do prefeito Wolk, que obteve apenas o patrocínio da Ortopé, a esta falta de interesse deve-se a maioria dos filmes inscritos na segunda edição serem do gênero pornochanchadas.
Em janeiro de 1973 o festival é oficializado pelo Instituto Nacional de Cinema (INC). Isso foi possível devido o entusiasmo da comunidade artística nacional, da imprensa, dos turistas e dos gramadenses fez com que todos se engajassem num movimento com o objetivo de transformar a iniciativa num evento de caráter oficial. Foi assim que a Prefeitura Municipal de Gramado, a Companhia Jornalística Caldas Júnior, a Embrafilme, a Funarte e as secretarias de Turismo e de Educação e Cultura do Estado saíram em defesa da ideia e a tornaram realidade.
O 1º Festival do Cinema Brasileiro de Gramado aconteceu de 10 a 14 de janeiro de 1973, passando a realizar-se todos os anos - primeiramente no verão, depois no outono e, a partir dos anos 90, no mês de agosto. As primeiras edições foram marcadas pelo sensacionalismo, a nudez e a crise das estrelas que disputavam a fama na Serra Gaúcha. Paralelamente, a disputa pelo Kikito - o Deus da Alegria - animava os debates, criava polêmicas e transformava a criação cinematográfica nacional no único assunto de artistas, realizadores, estudiosos de cinema, imprensa e público em geral. O festival firmou-se em tempos políticos duros - os anos 1970 - driblando a censura. Em 1977, foi exibido pela primeira vez um filme latino-americano, o drama argentino "La tregua", de Sérgio Renan.
Desde essa época, Gramado transformou-se num palco que traduz as glórias e crises do cinema nacional. A partir dos anos 1980, com o aprimoramento das discussões sobre arte e cultura nos espaços do festival, o evento conquistou naturalmente o título de um dos maiores do gênero no país. Ao completar 15 anos do festival, o Cine Embaixador, onde é realizado o evento, recebeu obras de ampliação, passando a se chamar Palácio dos Festivais. Anexo ao palácio,  situado na Avenida Borges de Medeiros, existe o Museu do Festival de Cinema de Gramado.
O festival atravessou crises políticas e econômicas. Em 1978, os cineastas Hector Babenco, Reginaldo Faria, João Batista de Andrade, entre outros, divulgaram uma carta reivindicando apoio governamental para as produções nacionais, que perdiam mercado para as estrangeiras. No governo do presidente da República Fernando Collor foi editado um pacote de medidas provisórias que extinguiu entidades e leis de incentivos culturais, como a Embrafilme em 1990.
Em 1992, pela primeira vez o prêmio principal foi concedido a um filme estrangeiro, a comédia colombiana "Tecnicas de duelo", de Sergio Cabrera; filme que descreve o duelo de morte entre um professor e um açougueiro, até então amigos íntimos e companheiros de luta política, no final dos anos 1950, num povoado tranquilo das montanhas dos Andes que tem sua habitual calma alterada pelo iminente conflito. Já o espanhol Pedro Almodóvar recebeu o prêmio de melhor diretor por "Tacones lejanos".

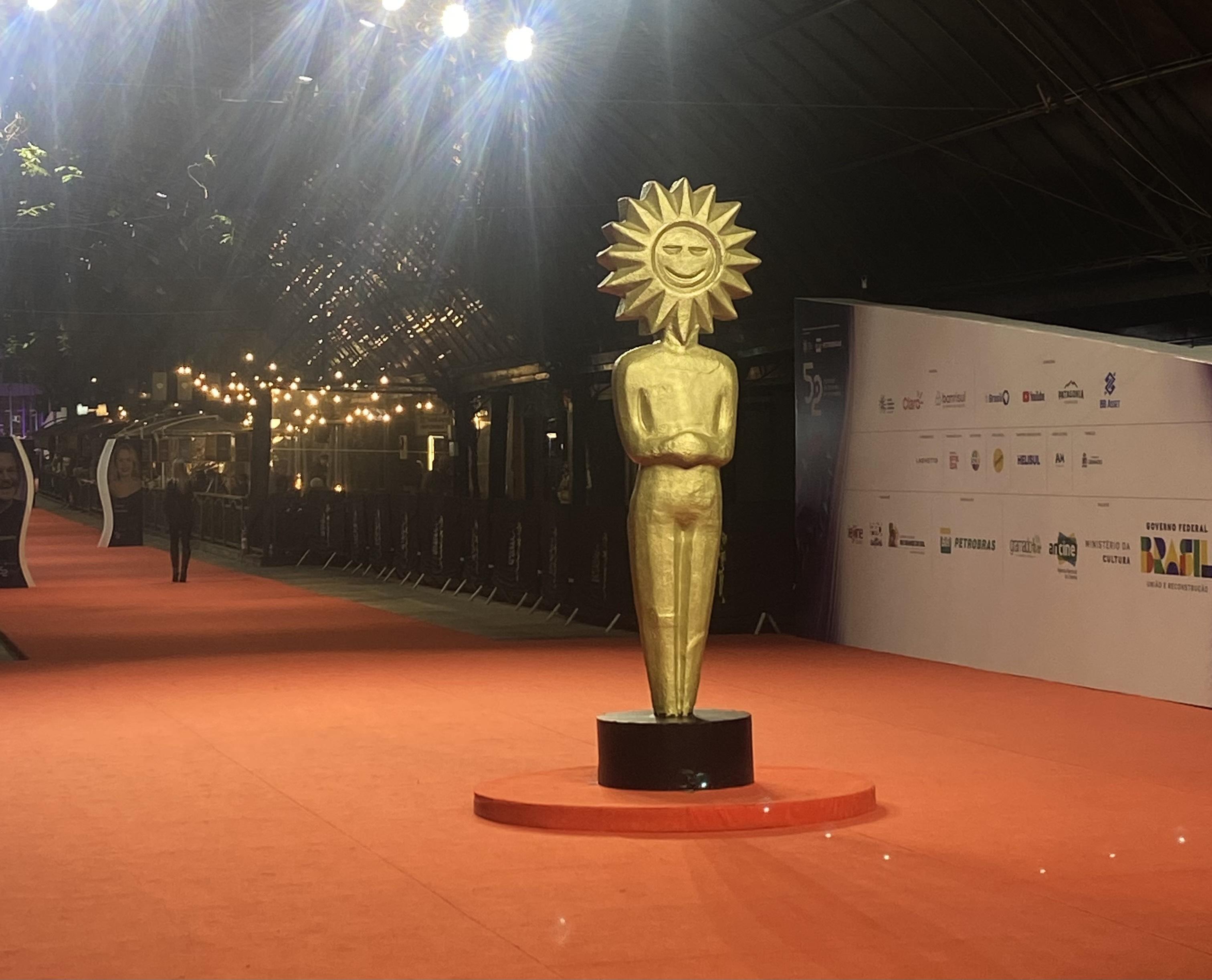
O Kikito na entrada do Tapete Vermelho, na Rua Coberta

Desde 1995, o Festival de Cinema de Gramado concede também o troféu Oscarito aos grandes atores e atrizes do cinema nacional, e, a partir de 2003, os melhores cineastas e entidades do cinema brasileiro passaram a ser contemplados com o troféu Eduardo Abelin. Desde 2007, os expoentes do cinema latino-americano começaram a ser agraciados com o Kikito de Cristal, e a partir de 2012, o troféu Cidade de Gramado passou a ser concedido aos nomes que têm ligação com a história de Gramado e contribuíram para a divulgação do evento.
Reunindo um grande número de filmes e de pessoas que querem falar de cinema, criação, sonhos e possibilidades de fazer sempre mais e com qualidade, o festival é, hoje, um espaço indispensável para a divulgação, discussão, crítica e incentivo à criação cinematográfica nacional. Em 6 de junho de 2006, o Festival de Cinema de Gramado, juntamente com o Kikito, foi consagrado como Patrimônio Histórico e Cultural do Estado do Rio Grande do Sul, oficializado pela Lei nº 12.529. No mesmo ano, foi inaugurada a calçada da fama de Gramado. Em 2012, atores portadores de Síndrome de Down foram pela primeira vez premiados. Em 2013, o festival ganhou transmissão ao vivo pela primeira vez, pelo Canal Brasil.

### 2020 - 2021
Em 2020, para poder realizar o festival em meio a pandemia, a premiação foi virtual, durante uma semana o Canal Brasil exibiu os filmes na sua grade de programação e na Globosat. A edição de 2021 também foi virtual, e uma nova seleção de filmes serão apresentados no Canal Brasil entre os dias 13 e 21 de agosto de 2021.

### 2022 - atualmente

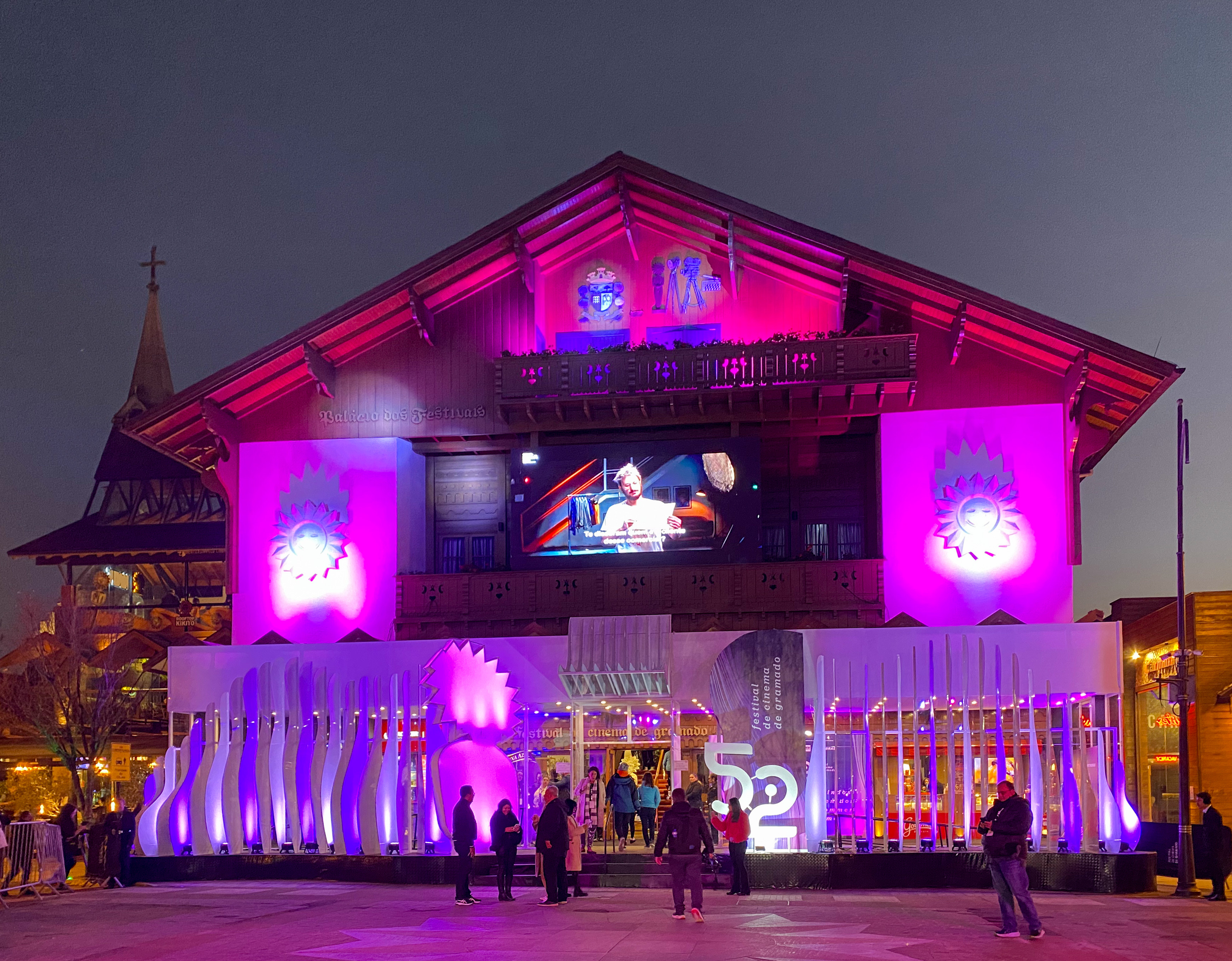
O Plácio dos Festivais durante a edição de 2024

A partir de 2022, o festival voltou a realizar suas sessões presencialmente no Palácio dos Festivais, mantendo a programação de sessões paralelas na televisão e internet. Em 2023, o Festival de Gramado anunciou que sua programação oficial também começará a integrar um Panorama Internacional.

## Prêmios

### Filmes Brasileiros
- Melhor Filme
- Melhor Diretor
- Melhor Ator
- Melhor Atriz
- Melhor Ator Coadjuvante
- Melhor Atriz Coadjuvante
- Melhor Roteiro
- Melhor Edição
- Melhor Fotografia
- Melhor Trilha Musical
- Melhor Direção de Arte
- Prêmio Especial do Júri
- Prêmio do Júri Popular

### Filmes Latinos
- Melhor Filme
- Melhor Diretor
- Melhor Ator
- Melhor Atriz
- Premio Especial do Júri
- Critics Award
- Prêmio do júri popular

### Prêmios Especiais
- Troféu Oscarito: destinado a grandes atores do cinema brasileiro.
- Troféu Eduardo Abelin: para diretores, cineastas ou entidades de cinema.
- Kikito de Cristal: destaca expoentes do cinema latino-americano.
- Troféu Cidade de Gramado: para nomes que têm ligação com a história de Gramado e contribuíram para a divulgação do evento.[7]